# Tremors 2 : Les Dents de la Terre
Série Tremors
Tremors
(1990) Tremors 3 : Le Retour
(2001)
Pour plus de détails, voir Fiche technique et Distribution.
Tremors 2 : Les Dents de la Terre ou Tremors 2: Nouvelle menace au Québec (Tremors 2: Aftershocks) est un film américain réalisé par S. S. Wilson et sorti directement en vidéo en 1996.
Il fait suite au film Tremors, sorti en 1990. C'est le second film de la série de films du même nom.

## Synopsis
Au Mexique, sur le chantier d'une raffinerie, des ouvriers disparaissent, attaqués par des graboïdes. Le directeur décide d'aller chercher à Perfection, petite ville du Nevada, Earl Bassett, qui avait affronté les vers géants avec son ami Val. Il accepte de venir, accompagné de Grady Hoover, un de ses fans, et son ami Burt Gummer qui fût d'une grande aide lors de la première attaque à Perfection. Malheureusement, sur place, les graboïdes vont lui réserver une surprise : ils ont évolué sous une nouvelle forme à laquelle ils n'étaient pas préparés.

## Fiche technique
- Titre français : Tremors 2 : Les Dents de la Terre
- Titre québécois : Tremors 2: Nouvelle menace[1]
- Titre original : Tremors 2: Aftershocks
- Réalisation : S. S. Wilson
- Scénario : Brent Maddock et S. S. Wilson
- Musique : Jay Ferguson
- Photographie : Virgil L. Harper
- Montage : Bob Ducsay
- Décors : Ivo Cristante
- Costumes : Rudy Dillon
- Production : Christopher DeFaria, Nancy Roberts, Brent Maddock et Ron Underwood
- Sociétés de production : Stampede Entertainment et Universal Pictures
- Distribution : Universal Pictures Home Entertainment
- Budget : 4 millions de dollars[2]
- Pays de production :  États-Unis
- Langue originale : anglais
- Format : Couleurs - 1,85:1 - DTS Stéréo - 35 mm
- Genre : Comédie horrifique, action et science-fiction
- Durée : 100 minutes
- Date de sortie : 
  - États-Unis : 9 avril 1996 (vidéo)

## Distribution
- Fred Ward (VF : Pascal Renwick) : Earl Bassett
- Christopher Gartin (VF : Serge Faliu) : Grady Hoover
- Helen Shaver : Kate 'White' Reilly
- Michael Gross (VF : Patrick Messe) : Burt Gummer
- Marcelo Tubert : Señor Ortega
- Marco Hernandez : Julio, l'assistant de Kate
- José Ramón Rosario : Pedro, l'ingénieur en chef
- Thomas Rosales Jr. : Ouvrier pétrolier
- S. S. Wilson : le narrateur du documentaire de guerre (caméo vocal)

## Autour du film
- Le tournage s'est déroulé à Valencia, en Californie.
- La playmate d'octobre 1974 était Ester Cordet, une panaméenne à la chevelure noire, très différente de la blonde Helen Shaver qui interprète Kate.
- La playmate du magazine Playboy que l'on voit dans le film est Debbie Ellison, miss septembre 1970.

## Accueil
Tremors 2 : Les Dents de la Terre obtient 63 % de critiques positives sur le site Rotten Tomatoes.

## Distinctions
- Nomination au prix du meilleur film prévu pour le marché de la vidéo, lors de l'Académie des films de science-fiction, fantastique et horreur 1997.